# 錫多連科
錫多連科（羅馬化：Sydorenko）是烏克蘭中部第聶伯羅彼得羅夫斯克州錫內利尼科韋區米科拉伊夫卡市鎮的村莊。分別距離庫尼諾瓦0.5公里和扎波里日亚1公里，海拔高度121米，2001年人口167。